# Małyńsk (stacja kolejowa)
Małyńsk (ukr. Малинськ, ros. Малынск) – stacja kolejowa w miejscowości Małyńsk, w rejonie rówieńskim, w obwodzie rówieńskim, na Ukrainie. Położona jest na linii Równe – Baranowicze – Wilno.
Stacja istniała przed II wojną światową.